# Territoire d'Hawaï
1900–1959
Entités précédentes :
- République d'Hawaï

Entités suivantes :
- États-Unis ( Hawaï et atoll Palmyra)

Le territoire de Hawaï (anglais : Territory of Hawaii, hawaïen : Panalāʻau o Hawaiʻi), avec pour abréviation officielle T.H., fut créé le 7 juillet 1898 après l'annexion de l'archipel d'Hawaï par les États-Unis et dissous le 21 août 1959 quand Hawaï devint un État des États-Unis. Le Congrès des États-Unis avait voté la résolution Newlands qui annexait aux États-Unis l'ancien royaume d'Hawaï devenu les dernières années la république de Hawaï (alors déjà totalement inféodée aux États-Unis). 
Entre le 7 décembre 1941 et le 24 octobre 1944, pendant la Seconde Guerre mondiale et à cause de la menace japonaise, le territoire de Hawaï fut placé sous la loi martiale, le gouvernement civil fut dissous et un gouverneur militaire nommé.